# Tricyphona bicollis
Tricyphona bicollis är en tvåvingeart som först beskrevs av Alexander 1967.  Tricyphona bicollis ingår i släktet Tricyphona och familjen hårögonharkrankar. Inga underarter finns listade i Catalogue of Life.